# Grigorij Grinko
Grigorij Fjodorovič Grinko (rusky Григорий Фëдорович Гринко; 18. listopadujul./ 30. listopadu 1890greg., Štepovka – 15. března 1938, Moskva) byl sovětský a ukrajinský politik popravený za velkých čistek.

## Životopis
Grigorij Grinko se narodil v rodině úředníka. Studoval filosofii a dějiny na Lomonosovově univerzitě, ale roku 1913 z univerzity vyhnán z důvodů studentských protestů.
Během první světové války působil v armádě jako granátník. Po říjnové revoluci až do roku 1919 pracoval Grinko jako učitel v Jarkově. Později se stal členem strany Borobistců, která se roku 1920 spojila s bolševiky. Grinko začal působit na Ukrajinské SSR v Kyjevě, kde se roku 1924 stal starostou.
V letech 1930–1937 byl lidovým komisařem financí, kdy nahradil Nikolaje Brjuchanova. V srpnu 1937 byl zatčen. Byl donucen se přiznat ke spolupráci s Christianem Rakovským, který byl obviněn z pokusu o zabití Stalina. Byl odsouzen k trestu smrti a 15. března 1938 popraven.
Roku 1959 byl rehabilitován.